# Dead Trigger 2
Dead Trigger 2 — мобильная игра в жанре зомби-шутера, разработанная и изданная компанией Madfinger Games в 2013 году. Жанр — шутер от первого лица. Публикация игры в каталогах AppStore и Google Play состоялась 23 октября 2013 года. Версия игры для Windows Phone была выпущена в марте 2015 года.

## Сюжет
Как и в первой части игры, главный герой оказывается выжившим в тяжелых условиях постапокалипсиса. На его пути встречаются разные персонажи от гигантских монстров до спутников молящих о помощи. Сюжет этой части игры является неделимым линейным, представляющим собой часть единой большой истории. Линейные миссии проходят в Северной Америке, Африке, Азии и Европе. Первые семь миссий — в США, обучают игрока основам игры. Следующие 10 миссий проходят в Африке, 10 — в Китае, и последние 9 — в Европе.

### Дополнительные миссии
В игре также присутствуют и дополнительные миссии:
- Assault (Штурм) — герою нужно уничтожить определённое количество зомби и при этом выжить. Неограниченность во времени.
- Defend (Оборона) — герою необходимо оборонять свою позицию в течение определённого срока времени.
- Supply-Run (Доставка ресурсов) — герою нужно найти и перенести ящики с припасами в одну точку. Неограниченность во времени.
- Power-Run (Доставка топлива) — Данный режим аналогичен Supply-Run, только вместо ящиков с припасами, нужно принести канистры с бензином, чтобы заправить генератор.
- Operation (Операции) — необходимо выполнить поставленную задачу (собрать воду/образцы, разместить цистерны и т. д.), отбиваясь от толп зомби.
- Sentinel (Охрана) — в течение определённого времени ваша задача не дать зомби проникнуть за установленные границы, которые подсвечены белыми линиями (по аналогии с лазерным детектором, который включает сирену, если луч прервать). Защита проводится с использованием пулемёта или снайперской винтовки.
- Seek and Destroy (Найти и обезвредить) — герою необходимо найти и уничтожить громкоговорители, которые, в свою очередь, привлекают зомби.
- Escort (Сопровождение) — задача по защите персоны. Вариантов миссии несколько: найти выжившего и сопроводить его до точки эвакуации; сопроводить своего напарника до определённой точки, дождаться окончания его задачи (если техник, то ремонт генераторов и так далее…); оборонять пострадавшего с вертолёта, пока член сопротивления добирается до выжившего.
- Главная дополнительная миссия — «Арена Смерти». Заключается она в том, что нужно выжить на различных этапах от зомби.

## Рецензии
| Сводный рейтинг       | Сводный рейтинг |
| Агрегатор             | Оценка          |
| --------------------- | --------------- |
| GameRankings          | 76,00 %         |
| Metacritic            | 77/100          |
| Иноязычные издания    |                 |
| Издание               | Оценка          |
| Modojo                | 4,5/5           |
| Русскоязычные издания |                 |
| Издание               | Оценка          |
| StopGame.ru           | 4/5             |